# Spanischsprachige Wikipedia
Die spanischsprachige Wikipedia ist die Ausgabe der Wikipedia in spanischer Sprache. Sie wurde im Mai 2001 als Erweiterung des vielsprachigen Projekts ins Leben gerufen. Gemessen an der Artikelanzahl gilt sie im August 2022 mit über 1,8 Millionen Artikeln als achtgrößte Wikipedia-Sprachversion. Zu diesem Zeitpunkt zählt die spanischsprachige Wikipedia über 6,6 Millionen Benutzerkonten und hat damit nach der englischsprachigen Wikipedia die meisten angemeldeten Benutzer aller Wikipedia-Projekte. Von den angemeldeten Benutzern sind 13.211 aktive Benutzer und 63 Administratoren. In puncto Gesamtnutzung liegt sie nach der englisch-, deutsch- und russischsprachigen auf Platz vier der meistgelesenen Sprachausgaben der Wikipedia.

## Geschichte
Am 16. März 2001 gab Jimmy Wales seine Absicht bekannt, Wikipedia durch die Schaffung eigener Versionen in verschiedenen Sprachen zu internationalisieren.
Fast zwei Monate später, am 11. Mai 2001, richteten die Programmierer Jason Richey und Toan Vo neue Wikis in verschiedenen Sprachvarianten ein, unter ihnen auch die spanische. Unter den ersten Artikeln finden sich „Países del mundo“ vom 21. Mai 2001, 21:19, außerdem Ayuda:Cómo empezar una página, erstellt einen Tag später und „Informática“ vom 25. Mai. Am Ende des Jahres belief sich die Anzahl der Artikel auf 220, darunter „Física de partículas“, „Don Quijote de la Mancha“, „Materia“ und „Wiki“.
Einige Monate darauf, im Februar 2002, kam es wegen des später verworfenen Vorschlags, Wikipedia durch Werbung zu finanzieren, zu einer Missstimmigkeit bei einem Großteil der Bearbeiter dieser Version. Viele von ihnen verließen das Projekt, um zu einer Abspaltung, genannt Enciclopedia Libre, zu wechseln. Wahrscheinlich spielte dieser Vorfall eine Rolle dabei, dass in der Folge Vorschläge, die Wikipedia mit Hilfe von Werbung zu finanzieren, verworfen worden sind. Allerdings hat Jimmy Wales nach eigener Aussage diese Idee nicht vollständig verworfen.
In der Zeit nach ihrer Spaltung war die Aktivität in der spanischsprachigen Wikipedia sehr begrenzt. Im Oktober 2002 nach der Aktualisierung auf „Phase III“, der Software, die später unter dem Namen MediaWiki bekannt wurde, stieg die Anzahl der Nutzer allerdings wieder an. Im März 2006 hatte sich die spanischsprachige Wikipedia dann zur mit Abstand aktiveren der beiden Konkurrenzprojekte entwickelt. Aktuell arbeiten viele Autoren in beiden Enzyklopädien mit, wobei nicht wenige Artikel auch von der Wikipedia in die Enciclopedia Libre und umgekehrt übertragen werden, was auf Grund der kompatiblen Lizenzen kein Problem darstellt.
Im November 2003 fiel bei einer Abstimmung, bei der auch Bezeichnungen wie „Librepedia“, „Huiquipedia“ und „Ñiquipedia“ diskutiert wurden, die Entscheidung, den offiziellen Namen der spanischsprachigen Version „Wikipedia“ beizubehalten.

## Meilensteine

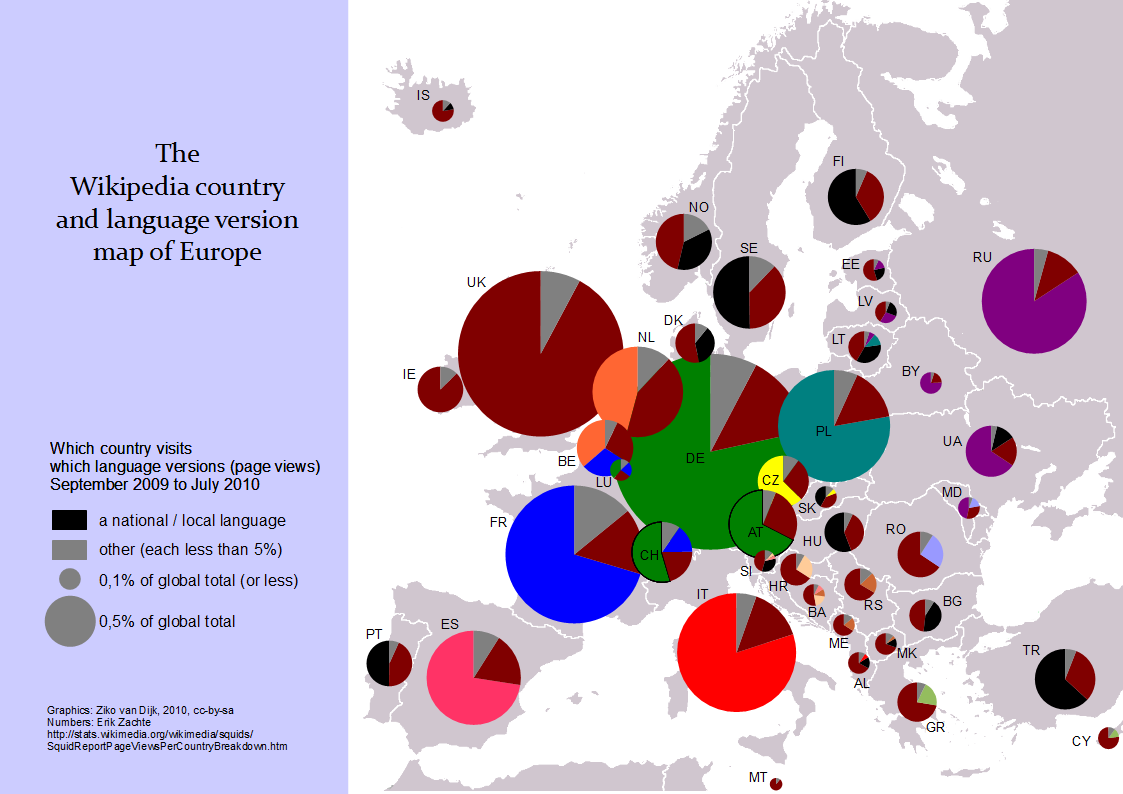
72,4 % der Wikipediaabfragen in Spanien richten sich an die spanischsprachige Wikipedia (in rosa). Abgerufene Sprachversionen der Wikipedia in europäischen Ländern, September 2009 – Juli 2010

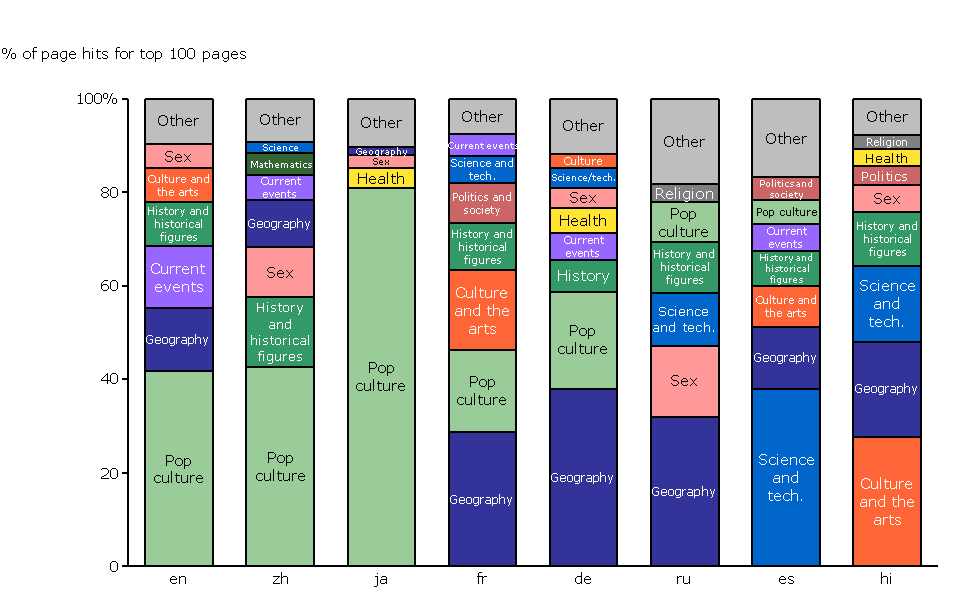
Abgerufene Themenbereiche bei den Top-100-Seiten der verschiedenen Sprachversionen, 2009. In der spanischsprachigen Wikipedia zeigt sich ein relativer Schwerpunkt im Themenbereich Wissenschaft und Technik.

Sie war lange Zeit die achtgrößte Sprachversion der Wikipedia, gemessen an der Anzahl der vorhandenen Artikel, bis sie von der portugiesischsprachigen Version im Mai 2005 überflügelt wurde. Im August desselben Jahres überholte die italienischsprachige Wikipedia die spanischsprachige, für den plötzlichen Vorsprung sorgte ein Bot, der 8000 neue Artikel anlegte – ironischerweise über alle Gemeinden Spaniens. Im April 2007 überholte sie die Wikipedia in schwedischer Sprache und nahm damit den neunten Platz in der Rangliste ein. Am 8. März 2006 erreichte die spanischsprachige Wikipedia 100.000 Artikel, 200.000 am 10. Februar 2007 (weniger als ein Jahr darauf), 300.000 am 18. November desselben Jahres, 400.000 am 20. September 2008, 500.000 am 5. August 2009, 600.000 am 23. Mai 2010 und 700.000 am 12. Januar 2011. Seit dem 13. März 2009 ist sie die zweite Wikipedia, die mehr als eine Million Nutzer aufweist. Am 5. Juli 2009 gelang die Überholung der Wikipedia in portugiesischer Sprache und somit die Rückeroberung des 8. Platzes. Am 7. Juli desselben Jahres konnte die portugiesischsprachige die spanischsprachige Wikipedia noch einmal kurzzeitig auf die Plätze verweisen, hielt diesen Vorsprung allerdings nur einige Stunden. Am 7. Juni 2010 überholte die Wikipedia in spanischer Sprache dann die niederländischsprachige Wikipedia und nahm damit bezogen auf die Anzahl der vorhandenen Artikel den siebten Platz ein. Der sechste Platz konnte dann am 22. März 2011 durch die Überholung der japanischsprachigen Wikipedia erobert werden. Im November 2012 wurde dann die polnischsprachige Wikipedia überholt, womit der sechste Rang gehalten wurde. Nachdem sich die Artikelanzahl in der niederländischen Wikipedia seit 2011 durch Boteinsatz rasant angewachsen ist, überholte sie die spanischsprachige Wikipedia wieder.
Im Laufe des 16. Mai 2013 wurde ein Programmfehler in der spanischsprachigen Wikipedia repariert und seitdem werden etwa 25.000 Artikel im dortigen Namensraum „Anexo:“ für Listenartikel auch als Artikel mitgezählt. In anderen Sprachversionen gibt es einen solchen Namensraum nicht und Listenartikel werden automatisch als normale Artikel mitgezählt. Nach diesem Bugfix und dem Sprung in der Artikelanzahl überschritt sie die Millionengrenze und überholte die russischsprachige Wikipedia, wodurch sie auf Platz 6 hinter der italienischsprachigen Wikipedia lag.
Gemäß einer Aufstellung des Serverdienstes Alexa war sie im Dezember 2009 die viertmeistbesuchte Wikipedia-Version.

## Wikipedia-Richtlinien
Die Richtlinien der Wikipedia beruhen auf dem Konsens der Mitarbeiter und stützen sich auf fünf Säulen:
- Es handelt sich um eine Enzyklopädie.
- Geschrieben wird von einem neutralen Standpunkt aus.
- Die Inhalte sind frei.
- Die Beachtung der Wikiquette wird vorausgesetzt.
- Es gibt keine festen Regeln.

Die Konsensfindung ergibt sich gewöhnlich durch die Durchführung von Abstimmungen (votación), an denen jeder registrierte Mitarbeiter, der eine gewisse Anzahl von Bearbeitungen vorzuweisen hat, teilnehmen kann. Die so für die Gemeinschaft gefundenen Regeln sind für alle Mitarbeiter verpflichtend. Es existieren auch andere Fragen, die durch Abstimmungen entschieden werden, darunter fällt unter anderem die Löschung von bestimmten Artikeln.
Ein Richtlinienbeispiel ist das Reglement zur Nutzung von Bildern in der Enzyklopädie.
Ab Dezember 2004 entschied man sich im Projekt für die ausschließliche Benutzung von freiem Bildmaterial, genauso wie auf Wikimedia Commons. Geschützte Bilder oder Einschränkungen bei der Weiterverwendung von Bildern (bspw. für die Schaffung von neuen Bildwerken oder zum gewerblichen Nutzen) sind in der spanischsprachigen Wikipedia im Unterschied zur Handhabung in anderen Versionen der Enzyklopädie nicht erlaubt.
Ein anderes Beispiel sind die Namenskonventionen der Wikipedia, nach denen die Artikeltitel auf Grundlage der gebräuchlichsten Verwendung im Spanischen gebildet werden müssen. Ein Gebrauch von Regionalismen ist dabei zu vermeiden, damit jeder Spanischsprecher die Artikeltitel ohne Schwierigkeiten verstehen kann. Im Fall von Tier- und Pflanzenspezies wird im Unterschied zu anderen Wikipedias die wissenschaftliche und nicht die volkssprachliche Bezeichnung verwendet.

## Mitarbeiter

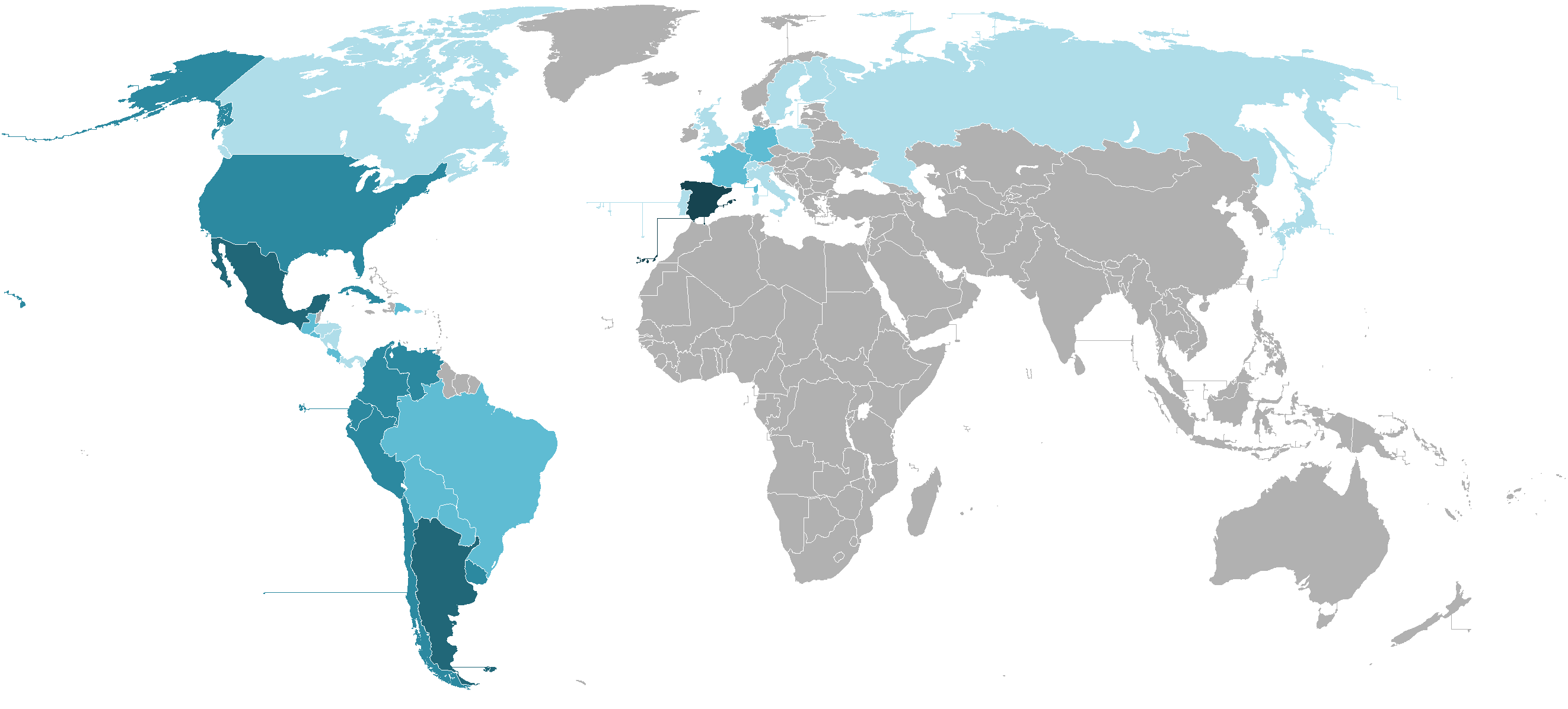
Weltkarte der spanischsprachigen Wikipedia, mit Ländern ab 10 (freiwillig) registrierten Wikipedianern (Oktober 2011)

In der Wikipedia in spanischer Sprache arbeiten aktiv Nutzer aus praktisch allen spanischsprachigen Ländern mit. Mehr als 490 Personen arbeiten regelmäßig – mit mehr als 100 Änderungen pro Monat – an dem Projekt. Im Mai 2010 fanden sich unter den zehn meistveränderten Artikeln Venezuela, Mexiko, Argentinien, Kolumbien, Spanien und Peru (in dieser Reihenfolge). Ein Charakteristikum der spanischsprachigen Wikipedia stellt ihre Internationalität dar. Zum 15. Mai 2010 konnten 6.865 ständige Nutzer aus mehr als siebzig Ländern gezählt werden, einschließlich der einundzwanzig spanischsprachigen Länder mit der Ausnahme von Äquatorialguinea.
Die Mitarbeiter oder Benutzer werden in der spanischsprachigen Wikipedia usuario genannt.
Um an der Wikipedia mitarbeiten zu können, muss man sich nicht registrieren. Die „anonymen“ Nutzer können neue Artikel erstellen – was zum Beispiel bei der englischsprachigen Wikipedia nicht möglich ist –, allerdings ist es ihnen nicht möglich, Artikeltitel zu ändern. Sie können auch nicht an Abstimmungen, sehr wohl jedoch an Diskussionen teilnehmen. Bearbeitungen dieses Nutzertyps werden, verknüpft mit der jeweiligen IP-Adresse, in der Versionsgeschichte jedes Artikels gespeichert, wohingegen Änderungen angemeldeter Wikipedianer nur unter dem jeweiligen Nutzernamen registriert werden.
Einige Aktionen und Wartungsarbeiten sind in der Wikipedia einer speziellen Gruppe von Nutzern vorbehalten, die in der spanischsprachigen Version seit 2004 „bibliotecarios“ genannt werden (vergleichbar mit den Administratoren in der deutschsprachigen Wikipedia) und die vorher auch Administratoren hießen. Neben anderen exklusiven Aufgaben haben sie die Möglichkeit, Benutzer zu sperren, Artikel für die Bearbeitung unzugänglich zu machen und Seiten zu löschen.
Abgesehen davon besitzen diese Benutzer aber keine größere Autorität oder Entscheidungsgewalt als irgendein anderer Benutzer. Ihre Handlungen müssen immer den von der gesamten Gemeinschaft der Wikipedianer sich selbst gegebenen Regeln entsprechen. Am 10. April 2011 gab es 141 „bibliotecarios“, von denen 83 im halben Jahr zuvor aktiv mitgearbeitet hatten.
Unter den Wikipedia-Versionen mit mehr als 100.000 Artikeln war die spanischsprachige Wikipedia damit die Version mit der geringsten Anzahl an Administratoren im Verhältnis zur Anzahl registrierter Nutzer (~12.600 registrierte Nutzer pro Administrator).
Einige Mitarbeiter (burócratas) sind dazu autorisiert, Benutzerkonten für so genannte Bots anzulegen, diese werden in der deutschsprachigen Wikipedia als „Bürokraten“ bezeichnet. Diese Bot-Konten sollen solche Aufgaben erleichtern oder vollständig übernehmen, welche sich für menschliche Mitarbeiter oft zu ermüdend und eintönig gestalten. Beispiele sind die automatische Generierung von gegenseitigen Verweisen auf die Artikel der anderen Sprachversionen oder die Korrektur von Rechtschreibfehlern.
Damit ein Konto als Bot markiert werden kann, ist die Zustimmung der Gemeinschaft notwendig. Andererseits haben sich die Benutzer der spanischsprachigen Wikipedia wiederholt gegen die massive Verwendung von Bots zur automatischen Herstellung von Miniartikeln ausgesprochen, wie das in anderen Versionen der Wikipedia vorkommt, zum Beispiel der niederländisch- und schwedischsprachigen.
Anders als bspw. die englische und französische Wikipedia hatte die spanischsprachige Wikipedia lange kein Schiedsgericht für die Lösung derjenigen Konflikte, welche auf dem normalen Schlichtungsweg von den Benutzern und Administratoren nicht geklärt werden können. Im Dezember 2006 wurde nach einer Abstimmung (votación) ein Comité de Resolución de Conflictos mit sieben gewählten Mitgliedern eingerichtet und nach einer Abstimmung im April 2009 wieder aufgelöst.

## Kritik an der spanischsprachigen Wikipedia

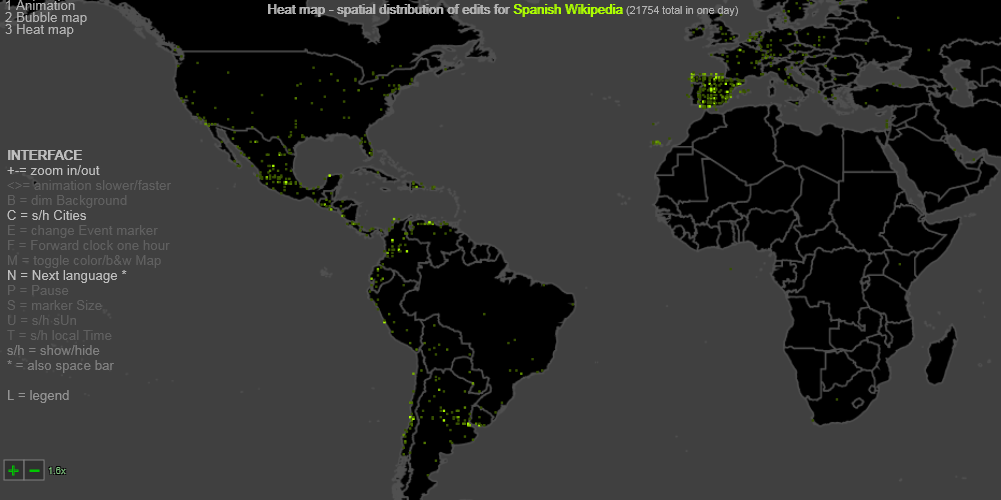
Bearbeitungen der spanischsprachigen Wikipedia, Darstellung der lokalisierten Bearbeiter auf einer Weltkarte (Mai 2011)

### Generelle Kritik
Die Kritik an der spanischsprachigen Wikipedia deckt sich generell mit der Kritik, die man auch an jeder anderen Version des Projekts üben kann. Der vielleicht am häufigsten beklagte Kritikpunkt bezieht sich auf die Grundidee jedes „Wiki“-Projektes: Jeder kann in der Enzyklopädie Informationen ändern, löschen und hinzufügen. Andererseits gibt es spezifische Kritikpunkte an der spanischsprachigen Wikipedia, die im Folgenden näher beschrieben werden sollen.

### Geringe Artikelanzahl
Aktuell ist die spanischsprachige die sechstgrößte Wikipedia-Version, gemessen an der Anzahl der veröffentlichten Artikel. Viele Nutzer fragen sich, warum bei einer so großen Zahl an spanischen Muttersprachlern weltweit die spanischsprachige Wikipedia weniger Artikel enthält als beispielsweise die niederländische oder italienische Sprachversion, die jeweils mehr Artikel aufweisen können. Zum Teil liegt das daran, dass die italienischsprachige Wikipedia anders als die spanischsprachige auch durch Boteinsatz gewachsen ist, in der niederländischen Wikipedia ist das noch mehr der Fall (siehe niederländische Wikipedia#Einsatz von Bots).
Allerdings ist es – wie weiter oben dargelegt – der spanischsprachigen Wikipedia seit 2007 gelungen, in der Rangliste der quantitativ größten Sprachversionen aufzusteigen.
Außerdem übertrifft die Wikipedia in spanischer Sprache einige andere Versionen mit einer größeren Artikelanzahl, wenn andere Kriterien mit einbezogen werden, z. B. die Größe der Datenbank, die Gesamtzahl der Wörter, die Bytes pro Artikel, den Prozentsatz der Artikel mit mehr als 500 Bytes und mehr als 2 Kilobytes.
Nach dem Maßstab der Wikipedia article depth, das heißt der Vornahme von Änderungen an einem Artikel, der eine grobe Richtlinie der Qualität einer Wikipedia darstellt, nimmt die spanischsprachige Wikipedia den zweiten Platz unter den großen Sprachversionen ein.
Obwohl die deutsche, französische, italienische und polnische Sprachversion im Moment einen größeren Umfang aufweisen, sind die Artikel der spanischsprachigen Wikipedia also das Ergebnis einer regeren Zusammenarbeit.
Aus diesen Gründen wurde im Jahr 2008 der Standard zur Darstellung der einzelnen Sprachversionen, geordnet nach der Anzahl der Artikel, die sie aufweisen, geändert. Sie werden seitdem nach der Anzahl der Zugriffe geordnet, so dass die spanischsprachige Wikipedia den zweiten Platz einnimmt.

### Mangelnde Zuverlässigkeit
In einer Studie der Stiftung Colegio Libre de Eméritos Universitarios („freies Kollegium der Universitäts-Emeriti“), die 2009 von Manuel Arias Maldonado an der Universität Málaga durchgeführt worden war, sind einige Artikel der spanisch-, deutsch- und englischsprachigen Wikipedia miteinander verglichen worden. Gemäß seinen Schlussfolgerungen war die spanischsprachige Wikipedia die unzuverlässigste, die am schwersten verständliche und inhaltlich ungenaueste der drei Versionen. Im Allgemeinen fehlen zuverlässige Quellen, sie enthält viele Daten ohne jede Quellenangabe und außerdem basiert sie überwiegend nur auf Online-Quellen.

### Kurze Dauer der Mitarbeiteraktivität
Laut einer von der Universität Rey Juan Carlos durchgeführten Studie war die spanischsprachige Wikipedia im Jahr 2009 zusammen mit der englisch- und der portugiesischsprachigen Wikipedia die Sprachversion, welche die meisten registrierten Nutzer verloren hatte, bevor diese 500 Tage mitgearbeitet hatten (ca. 70 %).

### Hispanisierung von Ortsnamen
In der Wikipedia in spanischer Sprache gibt es die Konvention, dass als Lemma für spanische Ortsnamen ausschließlich deren spanischer Name (Castellano) verwendet werden soll, unabhängig davon, wie der offizielle Name lautet.
Diese Konvention wird von einigen Anwendern kritisiert, und es werden häufig Artikeltitel geändert, wobei das spanische Toponym durch sein Pendant in jener Sprachversion ersetzt wird, die neben dem Castellano in der jeweiligen Region offiziell gültig ist. Bisweilen führt das dazu, dass die Artikel zeitweilig für die Bearbeitung gesperrt werden müssen. In diesem Zusammenhang weisen einige Kritiker darauf hin, dass von der Wikipedia ungebräuchliche oder sogar „erfundene“ Toponyme verwendet würden. Allerdings besagt die gültige Konvention, die ebenfalls von der Wikipedia-Gemeinschaft erarbeitet wurde, auch, dass in den Artikeltexten daneben die Versionen des Ortsnamens genannt werden müssen, die von den jeweiligen relevanten regionalen Sprachgemeinschaften verwendet werden.

### Artikellöschungen
Kritik wird auch laut an der Anzahl von Artikeln, die gemäß den Relevanzkriterien der Wikipedia oder des Verbotes, selbst für sich zu werben, gelöscht werden.

### Blockade anderer Medien
Ein anderer Kritikpunkt an der freien Enzyklopädie besteht darin, dass die Möglichkeit der Weiterleitung zu einigen Web-Seiten gesperrt ist. Das betrifft vor allem die alternative Informations- und Nachrichtenseite rebelión.org, auf der Arbeiten von bedeutsamen Autoren wie etwa Noam Chomsky, James Petras, José Saramago und Eduardo Galeano veröffentlicht werden. Die Gründe für die Aufnahme dieser Seite in die Blacklist der spanischsprachigen Wikipedia sind, dass auf rebelion.org Artikel ohne Rücksicht auf Urheberrechte publiziert würden und dass die Website als eine „nicht neutrale und verifizierbare Quelle“ eingeschätzt werde. Während der Wikimania 2009 hat Richard Stallman dieses Charakteristikum der Wikipedia in spanischer Sprache kritisiert.

## Wikimedia und Nachbarprojekte
Als lokale Sektionen der Wikimedia-Bewegung wurde in Argentinien am 1. September 2007 die „Wikimedia Argentina“ gegründet, und es gibt seit dem 7. Februar 2011 den Verein „Wikimedia España“ in Spanien.
Außerdem existieren Wikimedia-Landesverbände (so genannte Chapter) in Mexiko, Chile und Venezuela.
Wikimedia España soll auch die katalanischsprachige Wikipedia (593.453 Artikel) fördern.
Weitere Nachbarprojekte sind die Wikipedia-Sprachversionen in Baskisch (202.899), Galicisch (116.731), Aragonesisch (30.215), Asturisch (19.745), Extremadurisch (2.418), Mirandesisch (2.190) oder auch Ladino (3.324).